# Cirrospilus aeneus
Cirrospilus aeneus är en stekelart som först beskrevs av Girault 1929.  Cirrospilus aeneus ingår i släktet Cirrospilus och familjen finglanssteklar. Inga underarter finns listade i Catalogue of Life.